# Ménil

Ménil este o comună în departamentul Mayenne, Franța. În 2009 avea o populație de 965 de locuitori.